# 新津粗面介
新津粗面介（学名：Traehyleberis niitsumai）为粗面介科粗面介屬下的一个种。